# Euxoa badia
Euxoa badia là một loài bướm đêm trong họ Noctuidae.